# Новоандреевка (Одесская область)
Новоандреевка (укр. Новоандріївка) — село, относится к Ширяевскому району Одесской области Украины.
Население по переписи 2001 года составляло 190 человек. Почтовый индекс — 66831. Телефонный код — 4858. Занимает площадь 0,51 км². Код КОАТУУ — 5125483401.

## Местный совет
66831, Одесская обл., Ширяевский р-н, с. Новоандреевка, ул. Центральная, 15